# Governo provvisorio del Belgio

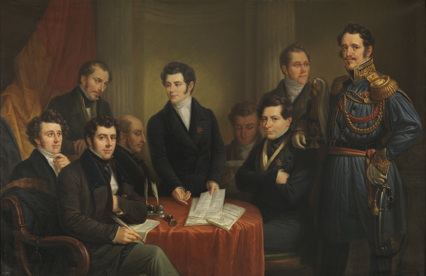
Ritratto del governo provvisorio del Belgio di Charles Picqué (1799-1869) nel 1830. 162x250. Da sinistra a destra: Alexandre Gendebien, André Jolly, Charles Rogier, Louis de Potter, Sylvain Van de Weyer, Feuillien de Coppin, Félix de Mérode, Joseph Vander Linden, Emmanuel Van der Linden d'Hooghvorst. Fonte: Musées Royaux des Beaux-Arts de Belgique (acquisito nel 1864)

Il Governo provvisorio del Belgio (in olandese:Voorlopig Bewind; in francese: Gouvernement provisoire) nacque dalla Rivoluzione belga, che iniziò con un movimento locale, la sommossa di Bruxelles del 25 agosto 1830. Questo stesso movimento gradualmente si trasformò in un'insurrezione generalizzata; la trasformazione in un governo provvisorio richiederà un mese intero. Quest'ultimo si impegnò a dare solide fondamenta al nuovo Stato nel processo di creazione, proprio mentre i rivoluzionari completavano la liberazione del territorio e si occupavano di perseguire le truppe olandesi demoralizzate e in fuga.
Da queste giornate di settembre, più precisamente il 24 settembre 1830, alle 19:00, nel municipio di Bruxelles, nacque così un governo provvisorio, poi nominato Commissione amministrativa.

## La Commissione amministrativa
La Commissione sigilla la sua esistenza nel primo atto che scrive nelle seguenti parole: «Per due giorni Bruxelles è stata priva di ogni tipo di autorità costituita; l'energia e la lealtà popolare ne hanno preso il posto: ma tutti i buoni cittadini capiscono che un tale stato di cose non può durare senza compromettere la città e il trionfo di una causa il cui successo fin da ieri è assicurato. Alcuni cittadini guidati dal solo amore per il Paese hanno provvisoriamente accettato un potere che sono pronti a rimettere in mani più degne, non appena gli elementi di una nuova autorità saranno riuniti».
I cittadini che compongono questa nuova Commissione la sera stessa della sua creazione sono Charles Rogier, rivoluzionario, avvocato di professione a Liegi e lui stesso estensore del primo atto citato sopra, poi André Jolly, soldato in carriera ed ex ufficiale del genio, e il barone Emmanuel Van der Linden d'Hooghvorst. Due segretari sono nominati, nello stesso giorno, dal governo provvisorio da quest'ultimo: Joseph Vanderlinden e Feuillien de Coppin.
La commissione amministrativa redige quindi un proclama all'attenzione della popolazione di Bruxelles. Questo mira a galvanizzare questi abitanti in modo che gli effetti della rivoluzione non perdano di intensità. Lo scopo è, al contrario, che tali effetti persistano fino a che la creazione di un governo definitivo e stabile non consenta più al "nemico", come citato, di riprendere il controllo del territorio. Lo stesso giorno ha scritto un secondo proclama, questa volta all'attenzione della popolazione rurale, chiamata a fornire cibo alla città di Bruxelles.
Il giorno dopo, Joseph Vanderlinden è stato incaricato al tesoro in seno alla Commissione amministrativa. La sua precedente posizione, lasciata vacante, è attribuita a Joseph Nicolay. Da questo stesso giorno, Bruxelles viene considerata dalle forze rivoluzionarie e dalla Commissione amministrativa come liberata dal giogo olandese. Infatti, la Commissione scrive il 25 settembre 1830: «Ieri, alle 8 di sera, il nemico bruciò Bruxelles: oggi, alle 8 di mattina, il nemico fugge nel più grande disordine davanti alla nostra cittadinanza e ai suoi alleati. Il sangue belga sta per cessare di scorrere».
Essendo la formazione del governo ormai definita, essa è formalizzata il 26 settembre 1830 nel Bollettino degli ordini e degli atti del governo provvisorio del Belgio, giustificandosi con le seguenti parole: «Data l'assenza di qualsiasi autorità, sia a Bruxelles quanto nella maggior parte delle città e cittadine del Belgio; considerando che, nelle circostanze attuali, un centro generale di operazioni è l'unico mezzo per sconfiggere i nostri nemici e per far trionfare la causa del popolo belga; basta: il governo provvisorio rimane costituito nel modo seguente...».
La commissione amministrativa ha anche assunto il nome ufficiale di "Governo provvisorio" in quel giorno e, come membri aggiuntivi della Commissione, ha nominato Felix de Merode, esiliato in Francia dal precedente governo olandese, ma anche Sylvain Van de Weyer e Alexandre Gendebien.

## Il Comitato centrale
Il governo provvisorio nomina i comitati per portare avanti la riorganizzazione. Pertanto, considerando che il compito più urgente in queste circostanze è il disbrigo degli affari correnti, qualsiasi ritardo nel quale potrebbe avere gravi conseguenze.
Per questo motivo, il governo provvisorio nomina tra i suoi membri, il 28 settembre 1830, un comitato centrale incaricato dell'esecuzione delle misure prese a partire dai rapporti delle commissioni speciali.
Questo comitato è composto dai signori Louis De Potter (presidente), Charles Rogier, Sylvain Van de Weyer, Felix de Merode e, successivamente, il 10 ottobre Alexandre Gendebien.

## Evoluzione del governo provvisorio: la separazione dei poteri
A causa della situazione instabile in Belgio, i poteri esecutivi e legislativi sono stati entrambi esercitati dal governo provvisorio. Era necessario separare i poteri per garantire il carattere democratico del nuovo Stato.
Il governo provvisorio dichiara l'indipendenza del Belgio in un decreto del 4 ottobre 1830.

### Potere legislativo

#### Il Congresso Nazionale
In questa decisione del 4 ottobre 1830, il governo aveva deciso che un congresso nazionale sarebbe stato convocato e fissato il suo incontro il 10 novembre 1830. Per elaborare questo progetto di congresso nazionale, il governo provvisorio istituì una commissione incaricata del lavoro.
- Modalità

Il congresso consisterà in 200 membri, eletti direttamente sulla base di un suffragio basato sul censo; l'elezione di questo congresso ebbe luogo il 5 novembre 1830.
- Inaugurazione

Il 10 novembre 1830, Louis de Potter, da poco tornato dal suo esilio in Francia quando il Paese era ancora sotto il dominio olandese, pronunciò il discorso di apertura del Congresso Nazionale e, in nome del popolo belga, lo dichiarò insediato. L'inaugurazione del Congresso Nazionale segnò la fine dell'esercizio, da parte del governo provvisorio, dei poteri esecutivo e legislativo, essendo da quel momento il potere legislativo in mano di fatto all'unico organo legislativo, il Congresso Nazionale.

### Potere esecutivo

#### Governo provvisorio
Il 12 novembre, per patriottismo e disinteresse, il governo provvisorio si dimise dal Congresso nazionale. Il congresso decise che l'esercizio temporaneo del potere esecutivo sarebbe rimasto al governo provvisorio. Di fatto venne interamente assunto dal comitato centrale.

#### Reggenza
Su una proposta per la nomina di un reggente, e su richiesta del governo provvisorio di nominare un potere esecutivo ai sensi della Costituzione, il Congresso, il 23 febbraio 1831, decretò una reggenza e proclamò il suo presidente, Erasme-Louis Surlet of Chokier, reggente del Belgio. Il 24 febbraio 1831, il governo provvisorio rimise le sue funzioni al Congresso Nazionale.